# 제후
제후(諸侯)는 옛날에 동아시아 문화권에서 일정한 영토를 다스리던 봉신을 일컫는 칭호 중 하나이다.

## 유래
고대 중국에서 왕에게 일정한 영토(領土)를 받고, 왕에게 의무를 지는 봉건적인 제도에서 유래하였다. 유럽의 경우에도 왕에게 영토를 받는 봉건적인 제도에서 시작되었다.

## 같이 보기
- 항우의 십팔제후왕
- 중국의 역사